# Parkland (Florida)
Parkland és una població dels Estats Units a l'estat de Florida. Segons el cens de l'1 de juliol de 2006 tenia 22.183 habitants.

## Demografia
Segons el cens del 2000, Parkland tenia 13.835 habitants, 4.349 habitatges, i 3.805 famílies. La densitat de població era de 523,7 habitants/km².
Dels 4.349 habitatges en un 57,8% hi vivien nens de menys de 18 anys, en un 78,2% hi vivien parelles casades, en un 7% dones solteres, i en un 12,5% no eren unitats familiars. En el 9,5% dels habitatges hi vivien persones soles l'1,2% de les quals corresponia a persones de 65 anys o més que vivien soles. El nombre mitjà de persones vivint en cada habitatge era de 3,18 i el nombre mitjà de persones que vivien en cada família era de 3,42.
Per edats la població es repartia de la següent manera: un 35,1% tenia menys de 18 anys, un 4,3% entre 18 i 24, un 32,8% entre 25 i 44, un 24% de 45 a 60 i un 3,8% 65 anys o més.
L'edat mediana era de 36 anys. Per cada 100 dones de 18 o més anys hi havia 93,7 homes.
La renda mediana per habitatge era de 102.624 $ i la renda mediana per família de 108.657 $. Els homes tenien una renda mediana de 73.942 $ mentre que les dones 41.425 $. La renda per capita de la població era de 41.896 $. Entorn del 2% de les famílies i el 2,4% de la població estaven per davall del llindar de pobresa.

## Poblacions més properes
El següent diagrama mostra les poblacions més properes.